# 嫖宿幼女罪
嫖宿幼女罪是《中华人民共和国刑法》中曾经存在的一个性犯罪罪名。该罪名存在于1997年《刑法》修订后、2015年《中华人民共和国刑法修正案（九）》施行前。该期间《刑法》第三百六十条第二款规定：“嫖宿不满十四周岁的幼女的，处五年以上有期徒刑，并处罚金。”
1997年，该罪名自强奸罪中独立出来，其后的司法实践中，此罪名对罪犯的刑罚轻于强奸罪。而案件中的受害幼女身份则被“定义”为雏妓，并非强奸案受害人。故此罪名自启用以来，一直被中国社会所争议，引发舆论普遍反对。自2008年起，历年两会都有废除此罪名，合并至强奸罪的提案。立法机构最初反对废除罪名，之后态度有所转变。最终，第十二届全国人民代表大会常务委员会在2015年8月29日公布的《中华人民共和国刑法修正案（九）》第四十三条正式删除《刑法》第三百六十条第二款，嫖宿幼女罪就此停止使用。

## 中国社会、司法背景
中华人民共和国是为社会主义国家，自建国起，卖淫业即处于非法状态。改革开放后，经济繁荣，卖淫业重新活跃。虽然政府屡次打击，仍日渐兴盛。

## 立法过程
中华人民共和国法律最初对强奸的区分，涉及强奸妇女、轮奸妇女和奸淫幼女（参见中国强奸定义）。1979年，首次公布的《中华人民共和国刑法》第一百三十九第二款规定：奸淫不满十四岁幼女的，以强奸论，从重处罚。1986年9月5日，第六届全国人大常委会第十七次会议通过的《治安管理处罚条例》，首次触及嫖宿幼女。条例将嫖宿幼女与一般的嫖娼行分离，第三十条规定“嫖宿不满十四岁幼女的，依照刑法第一百三十九条的规定，以强奸罪论处”。1991年9月4日，第七届全国人大常委会第二十一次会议通过《关于严禁卖淫嫖娼的决定》，仍规定“嫖宿不满十四岁的幼女的，依照刑法关于强奸罪的规定处罚”。
1997年3月1日，第八届全国人大五次会议秘书处印发刑法修订草案。草案中，嫖宿幼女仍按强奸定罪。3月13日，五次会议通过《中华人民共和国刑法》时，其中刑法第三百六十条第二款，将嫖宿幼女的罪行分离出强奸罪，是为嫖宿幼女罪。由此，在刑法上形成嫖宿幼女罪、奸淫幼女罪、强奸三个罪名。2002年，奸淫幼女罪并入强奸罪，属于加重处罚的罪行。司法实践中，强奸幼女通常以六年起刑，高于嫖宿幼女罪的起点刑。

## 罪名性质、设立初衷
强奸罪属“侵犯公民人身权利、民主权利罪”一类，嫖宿幼女罪“妨害社会管理秩序罪”一类。全国人大对将嫖宿幼女从强奸罪中分离出来、单独订立罪名的公开解释是，出于保护幼女，“严厉打击嫖宿幼女的行为”，或为打击卖淫、嫖娼而设定的法定刑。有观点指出，立法有出于国际压力，减于少死刑的动机，嫖宿幼女者可避免最高处判处死刑的强奸罪。
研究者指出，从强奸受害者中分离出“卖淫幼女”，表明立法者认为卖淫幼女和强奸受害幼女的不同，其本身有一定过错。并不相信立法目地是为保护幼女。法学家陈兴良更认为，嫖宿幼女起自卖淫幼女的“主动纠缠”。立法者单独设立嫖宿幼女罪，得以与强奸罪区分，用以实现罪刑均衡。即参与立法的高铭暄在回忆立法过程时，所表示的：“后来考虑到嫖宿幼女罪中的幼女有卖淫的行为，与强奸罪中的受害人相比，二者是有一定区别的，对嫖宿幼女行为单独定罪并规定独立的法定刑比较妥当”。
中国学界有一直认为嫖宿幼女比奸淫幼女的社会危害程度及幼女受损害程度要小的观点，亦有因嫖宿幼女罪其起点刑高于强奸罪，而呼吁降低刑罚的观点。

## 司法争议

### 对幼女的污名化
嫖宿幼女罪最主要的司法争议点，是承认了幼女“事实上”有表达性同意的能力，将她们的身份定位从强奸案受害人转化为卖淫幼女，即通常所说的“雏妓”，使其“污名化”。强奸者则转化为嫖客。而其它观点指出，在中国法律已认定未满14岁的幼女没有性同意能力的情况下，并无在强奸罪之外另设嫖宿幼女罪的必要。国际普遍的观点，无论自愿或强迫，儿童不具备性同意的能力。根据联合国相关条约定义，雏妓是儿童卖淫的受害人和权利遭受侵害的被剥削者。
在中国现行法律体系中，14岁以下儿童本属限制行为能力人，不认为他们有自主选择的意志自由。现实中，儿童个人从事劳动（童工）、以个人名义进行商品交易是不被允许的。这一罪名。故有评论指，女童不能在商场出售一件电器，却被定义为能从事性交易。另一方面，由于这一罪名没有设立幼女年龄底限，从理论上讲，10岁以下完全无行为能力的女童亦会被转化为“雏妓”。

### 对情节恶劣者缺少束缚
在嫖幼成风的背景下，各地强迫、引诱幼女卖淫的系列案件比比皆是。由于嫖宿幼女罪最高刑罚为15年，此项罪名对“一嫖再嫖”及情节恶劣者并无约束力。即使认为嫖宿幼女罪判得比强奸罪重的代表者——阮齐林也不得不承认这一点。

## 备注
1. ↑  全国人大常委会法工委刑法室1997年编著的《中华人民共和国刑法释义》中，强调嫖宿幼女的行为极大地损害幼女的身心健康和正常发育，增设罪名是为“严厉打击嫖宿幼女的行为”。
2. ↑  2013年5月，全国人大法律委员会回复全国人大代表孙晓梅关于“废除嫖宿幼女罪”的建议时表示，“从决定（1991年《关于严禁卖淫嫖娼的决定》）实施的情况看，由于各种原因，实践中实际判处的案件比较少，效果很不理想。针对这种情况，为有利于严格执法，1997年修改刑法时，专门增设了嫖宿幼女罪，并比照奸淫幼女的刑罚设定了较为严厉的法定刑。[參⁠ 2]”
3. ↑  原文[參⁠ 5]：(二)立法目的的背离：“卖淫幼女”与“良家幼女”之区分 将本罪的保护法益界定为“社会善良风俗”或者“禁止卖淫嫖娼”的社会秩序等社会法益，将意味着本罪主要保护的并非幼女的人身权益，而是“社会善良风俗”这一社会法益，显然其理论的预设是“卖淫幼女”和“良家妇女”的区别，昭示着谴责被害人的倾向，明显严重背离对幼女特殊保护的价值诉求，违背保护幼女的应然立法原旨……可见，当时增设本罪的主要出发点并不是为了保护幼女的权利，例如高铭暄教授在回忆当时的立法过程时曾言，“后来考虑到嫖宿幼女罪中的幼女有卖淫的行为，与强奸罪中的受害人相比，二者是有一定区别的，对嫖宿幼女行为单独定罪并规定独立的法定刑比较妥当”……陈兴良教授更是认为，“在嫖宿幼女的场合，多是幼女自愿甚至是在幼女主动纠缠的情况下进行的。换言之，犯罪行为的实施，被害幼女本人也有一定的过错。相比而言，行为人的主观恶性也较小……上述学者的论述已经准确无误地告诉我们，嫖宿幼女单独定罪的原因是立法者认为卖淫幼女和强奸罪中的幼女不同，其本身也有一定的过错，本罪的设立就是为了区别“卖淫幼女”和“良家幼女”，从而实现所谓的罪刑均衡
4. ↑   註: